# Eilema cribroides
Eilema cribroides là một loài bướm đêm thuộc phân họ Arctiinae, họ Erebidae.